# Leica Digilux 2
La  Leica Digilux 2  es una cámara digital con apariencia de cámara telemétrica y funciones de cámara compacta avanzada producida en 2003 por la compañía alemana Leica Camera AG, pero fabricada en Japón por Panasonic en virtud de un acuerdo empresarial de 2001 por el que comercializó una versión propia con el nombre de Lumix DMC- LC1 y las mismas prestaciones:
- Flash incorporado de dos posiciones (el primero con esa posibilidad)
- Objetivo zoom no intercambiable Leica DC Vario-Summicron con anillos manuales
- Pantalla de cristal líquido de 2,5 pulgadas con función de previsualización
- Sensor CCD de 5 megapíxels efectivos (resolución máxima de 2.560 por 1.920)
- Visor electrónico lateral con las mismas funciones que la pantalla

## Historia

### La serie Digilux
Antes del contrato con Matsushita por el que Panasonic aporta la parte electrónica y Leica la óptica, la compañía alemana trabajó con Fujifilm en las primeras cámaras digitales bautizadas con el nombre de Digilux, bajo el cual sacaron tres modelos entre 1998 y 2000: Digilux, Digilux Zoom y Digilux 4.3. La primera cámara de Leica salida del acuerdo con Panasonic fue la Digilux 1, antecesora directa de la Digilux 2.
| año  | Fuji/Lumix | Leica        | sensor       | tipo     | variaciones                           |
| ---- | ---------- | ------------ | ------------ | -------- | ------------------------------------- |
| 1998 | MX700      | Digilux      | CCD 1,3 mp.  | Compacta | 5:4, ISO 100, zoom 1x                 |
| 1999 | MX1700     | Digilux Zoom | CCD 1,3 mp.  | Compacta | 5:4, ISO 125, zoom 3x                 |
| 2000 | 4700Z      | Digilux 4.3  | CCD 2,4 mp.  | Compacta | 4:3, ISO 200-800, zoom 3x             |
| 2002 | DMC-LC5    | Digilux 1    | CCD 4 mp.    | Compacta | ISO 100-400, zoom 3x                  |
| 2004 | DMC-LC1    | Digilux 2    | CCD 5 mp.    | Bridge   | Flash biposicional, visor electrónico |
| 2006 | DMC-L1     | Digilux 3    | NMOS 7,5 mp. | DSLR     | Flash biposicional, Cuatro Tercios    |

### Presentación
Panasonic mostró su prototipo a principios de octubre de 2003 en la feria CEATEC de Tokio, dos meses antes de que Leica anunciara su modelo en una nota de prensa, el 1 de diciembre del mismo año: la Digilux 2 fue presentada oficialmente a principios del 2004 en el show PMA de Las Vegas junto con la Lumix DMC-LC1 y salió oficialmente al mercado en febrero del mismo año.

### Comercialización
De acuerdo con los números de serie de la Leica, se hicieron más de treinta y una mil unidades entre 2003 y 2004. Entre otros accesorios propios como filtros 4x o ultravioleta, una cartera de cuero y el flash SF 24D-compatible no sólo con la Digilux 2 sino también con sus máquinas analógicas- Leica lanzó el año 2005 el filtro de aumento Elpro-D E69, equivalente a una macro de 15 milímetros. También hubo una carcasa  Leica Rumores ]  Yes, there was a Underwater housing for the Leica Digilux 2 camera (en inglés)</ref>

### Problemas de sensor
A partir de octubre de  Digital Kamera ]  Leica Digilux 2 auch mit eventuell defekt CCD-Sensor bestückt (en alemán) hubo noticias de una «epidemia de sensores defectuosos» fabricados por Sony para cámaras de diferentes marcas y modelos, entre ellas la Digilux 2 y la  Digital Kamera ]  CCD-"EPIDEMIE" weitet sich auf Panasonic Lumix DMC-LC1 aves (en alemán) Panasonic publicó el rango de números de serie de la DMC-LC1 que podían tener Panasonic](en inglés) y Leica emitió un comunicado por el que se comprometía a sustituirlos aunque la máquina estuviera fuera de garantía y el modelo discontinuado; Leica  Extended customer service for Digilux  2(en inglés) la fabricante de los sensores, Sony, se vio obligada a pagar por el servicio.. html Thorsten Overgaard (enlace roto disponible en Internet Archive; véase el historial, la primera versión y la última).  Leica Digilux 2 sensor problems and courtesy warranty (Replacement) (en inglés)

## Diferencias entre Digilux 2 y DMC-LC1
Técnicamente, la Leica Digilux 2 y la Lumix DMC-LC1 son la misma cámara con cuerpos ligeramente diferentes: uno metalizado y rectangular, el otro todo negro y con bisel s. A pesar del mejor precio de la Lumix y el hecho de que el paquete incluía, además, un disparador y un  Digital Kamera ]  Panasonic gibt letzte Details zur Lumix DMC-LC1 bekannt (en alemán)</ref> la Digilux 2 destaca por diseño de Achim Heine inspirado en la serie M de Leica y una compresión en JPEG diferente a la máquina de Panasonic a causa de su John Thawley]  Leica Digilux 2/Panasonic DMC-L1 tête à tête (en inglés)</ref> Según una comparativa independiente, la Digilux 2 puede tirar más de mil doscientas fotos con la batería cargada, mientras la DMC -L1 se queda un poco atrás, mientras que los tiempos de encendido y el de procesamiento son sensiblemente menores en la Lumix:
| modelo    | encendido    | captura RAW          | fotos para batería | precio oficial |
| --------- | ------------ | -------------------- | ------------------ | -------------- |
| Digilux 2 | 5 segundos   | 11,5 "entre imágenes | 1255 fotos         | 1.800          |
| DMC-LC1   | 4,6 segundos | 7 "entre imágenes    | 1170 fotos         | 1500           |

## Recepción

### Crítica
La Digilux 2 fue nombrada "mejor cámara profesional o semiprofesional" en el  DIMA Digital Camera Shoot-Out  2004, un galardón otorgado sobre la base de la calidad impresa de imágenes tomadas por fotógrafos profesionales sin que el jurado sepa con qué máquina han sido hechas. Entre las virtudes más reseñadas en medios profesionales se cita el angle, la rapidez y el funcionamiento manual del objetivo, la versatilidad del flash y la transreflectivitat de la pantalla.
Aunque la máquina es capaz de tirar en formato RAW, la búfer es uno de los puntos más criticados junto con la granularidad de la imagen en ISO 400.

### Continuidad
A pesar de estar discontinuada y obsoleta en términos puramente técnicos prácticamente desde la aparición, la Digilux 2 ha convertido en una cámara de culto en el ámbito de la fotografía digital y ha sido objeto de análisis detallados para retratistas como David Ashkam, Steve Huff, Andy Pipes, John Thawley y Thorsten von Overgaard: tanto Overgaard como Thawley coinciden en recomendar la Digilux 2 como herramienta de aprendizaje de John Thawley]  Learn donde Leica (digital) ... are you with me cameraman? (en inglés)</ref> (este último tiene tres, una de ellas personalizada con piel). Pete Souza-fotógrafo oficial de la Casa Blanca durante la primera legislatura de Obama (2009-2012) - utiliza una para el libro  The Rise of Barack Obama , que ilustra la carrera presidencial de Obama en blanco y Pete Souza  The Rise of Barack Obama  </ref> otras como Philip Dygeus la comparan con la Leica M Monochrom de 2012, una telemétrica digital específica para fotografía en blanco y negro.
|                             |
| La Digilux original de 1998 |

|                                   |
| Digilux 2 con el parasol incluido |

|                               |
| Vista trasera de la Digilux 2 |

|                            |
| La Leica Digilux 3 de 2006 |